# Pseudocraterellus
Pseudocraterellus Corner (lejkowniczek) – rodzaj grzybów z rodziny kolczakowatych (Hydnaceae). W Polsce występuje jeden gatunek.

## Systematyka i nazewnictwo
Pozycja w klasyfikacji według Index Fungorum: Cantharellaceae, Cantharellales, Incertae sedis, Agaricomycetes, Agaricomycotina, Basidiomycota, Fungi.
Polską nazwę nadali Barbara Gumińska i Władysław Wojewoda w 1983 r.
Gatunki:
- Pseudocraterellus alutaceus (Bres.) D.A. Reid 1962
- Pseudocraterellus calyculus (Berk. & M.A. Curtis) D.A. Reid 1962
- Pseudocraterellus cinereus (Pers.) Kalamees 1963
- Pseudocraterellus fuligineus (Corner) Corner 1976
- Pseudocraterellus laeticolor Heinem. 1958
- Pseudocraterellus leptoglossoides Corner 1966
- Pseudocraterellus luteus (Pat.) D.A. Reid 1962
- Pseudocraterellus malayanus Corner 1966
- Pseudocraterellus mussooriensis (D.A. Reid, K.S. Thind & Adlakha) Corner 1966
- Pseudocraterellus neotropicalis Corner 1976
- Pseudocraterellus nigellus Heinem. 1966
- Pseudocraterellus pertenuis (Skovst.) D.A. Reid 1962
- Pseudocraterellus pseudoclavatus (A.H. Sm.) R.H. Petersen 1968
- Pseudocraterellus sinensis (Lloyd) D.A. Reid 1962
- Pseudocraterellus subundulatus (Peck) D.A. Reid 1962

Wykaz gatunków i nazwy naukowe na podstawie Index Fungorum.